# Walleshausen

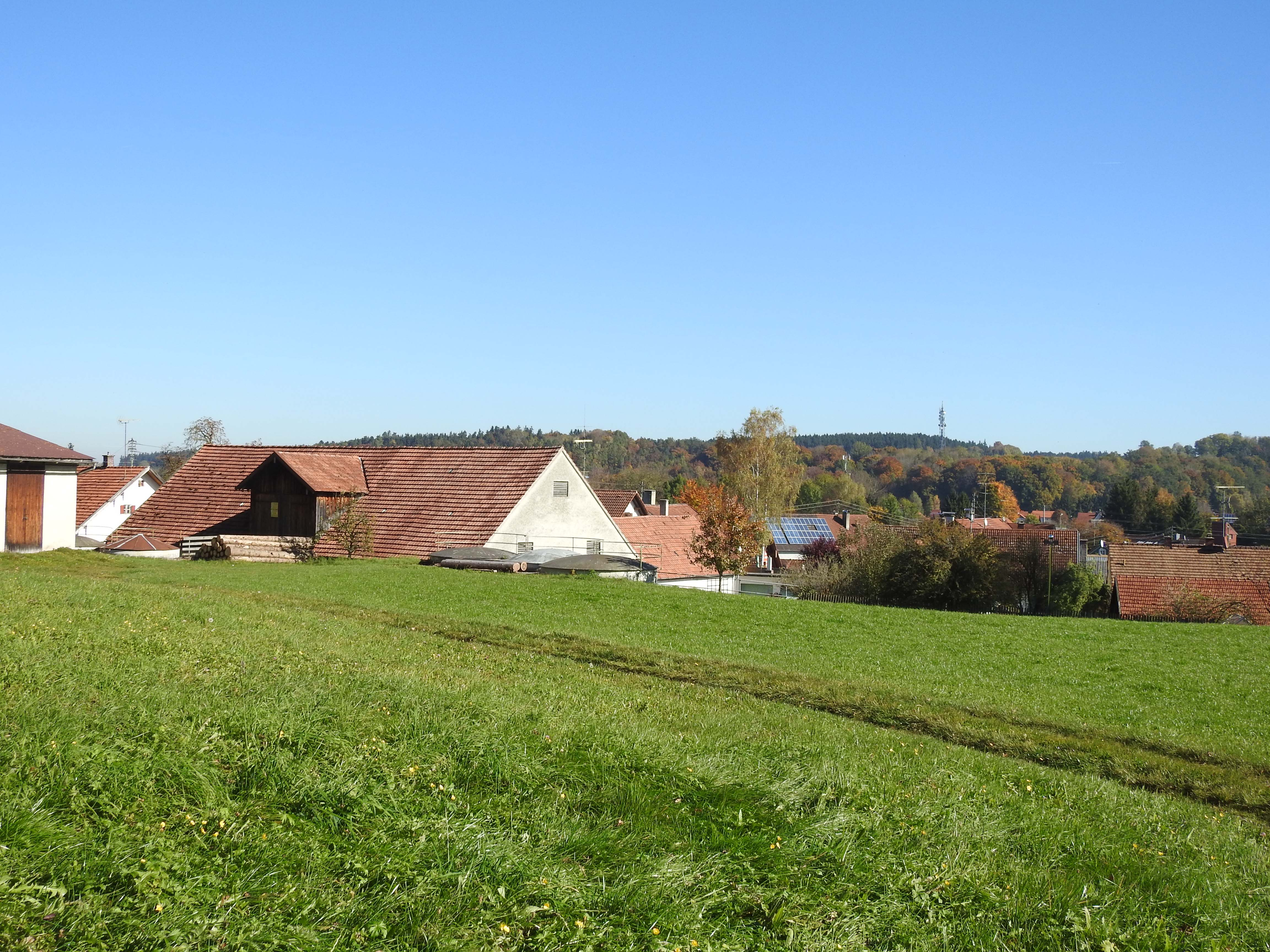
Walleshausen von Westen

Walleshausen ist ein Gemeindeteil und eine Gemarkung der Gemeinde Geltendorf im Landkreis Landsberg am Lech; letzterer gehört zur Metropolregion München. Walleshausen liegt in Oberbayern, zwischen den Kreisstädten Landsberg am Lech und Fürstenfeldbruck.

## Geographie

### Geographische Lage
Das Pfarrdorf Walleshausen liegt etwa 40 Kilometer westlich von München und etwa 25 Kilometer südlich von Augsburg im westlichen Oberbayern an der Grenze zum Regierungsbezirk Schwaben. Das Dorf wird von der Paar durchflossen.

### Ausdehnung der Ortschaft
Zu Walleshausen gehören die Nachbarorte Petzenhofen (im Osten), Unfriedshausen (im (Süd-)Westen) und Wabern (im Norden). Walleshausen hat zusammen mit seinen Ortsteilen 1386 Einwohner (Stand: 1. November 2009; Quelle: Gemeinde Geltendorf); die Flur Walleshausen ist 13 Quadratkilometer groß.

## Geschichte
Verschiedene Bodenfunde weisen auf eine Besiedelung dieses Gebietes schon um 2000 v. Chr. hin. Die erste urkundliche Erwähnung erfolgte in einem Dokument des Klosters Wessobrunn im Jahr 912 n. Chr.
Bis 1972 war Walleshausen eine eigenständige Gemeinde. Im Zuge der Gemeindereform wurde der Ort mit seinen Gemeindeteilen am 1. Juli 1972 nach Geltendorf eingegliedert. Pfarrer von Mariä Himmelfahrt Walleshausen war fast 26 Jahre lang der Kirchenhistoriker und heutiger Kardinal Walter Brandmüller.

### Wappen
Die Wappenverleihung erfolgte erst 1965. Das Wappen zeigt im oberen Bereich eine silberne Hirschkuh auf blauem Hintergrund, in der unteren Wappenhälfte ein Schachbrettmuster in Rot und Silber.
Begründung: Die Pfarrei in Walleshausen wurde 1461 vom Kloster Polling erworben. Von diesem Kloster, und genauer aus der Tassilo-Legende, stammt der obere Teil des Wappens. Der Überlieferung nach jagte Herzog Tassilo III. von Bayern in der Gegend von Polling eine Hirschkuh, die plötzlich stehen blieb und am Boden scharrte. Wo die Hirschkuh stehen blieb, fand man drei Holzkreuze. An dieser Stelle errichtete Herzog Tassilo ein Benediktinerkloster. Dort wurde später der Augustiner-Chorherrenstift Kloster Polling gegründet. Das in der unteren Hälfte abgebildete Schachbrettmuster in Rot und Weiß erinnert an das Wappen der Herren von Wabern.

## Politik
Aktuell kommen acht der insgesamt 20 Gemeinderäte der Gemeinde Geltendorf aus Walleshausen – zwei davon aus Wabern (Stand: Oktober 2020).

## Sehenswürdigkeiten, Kultur und Freizeit

### Bauwerke

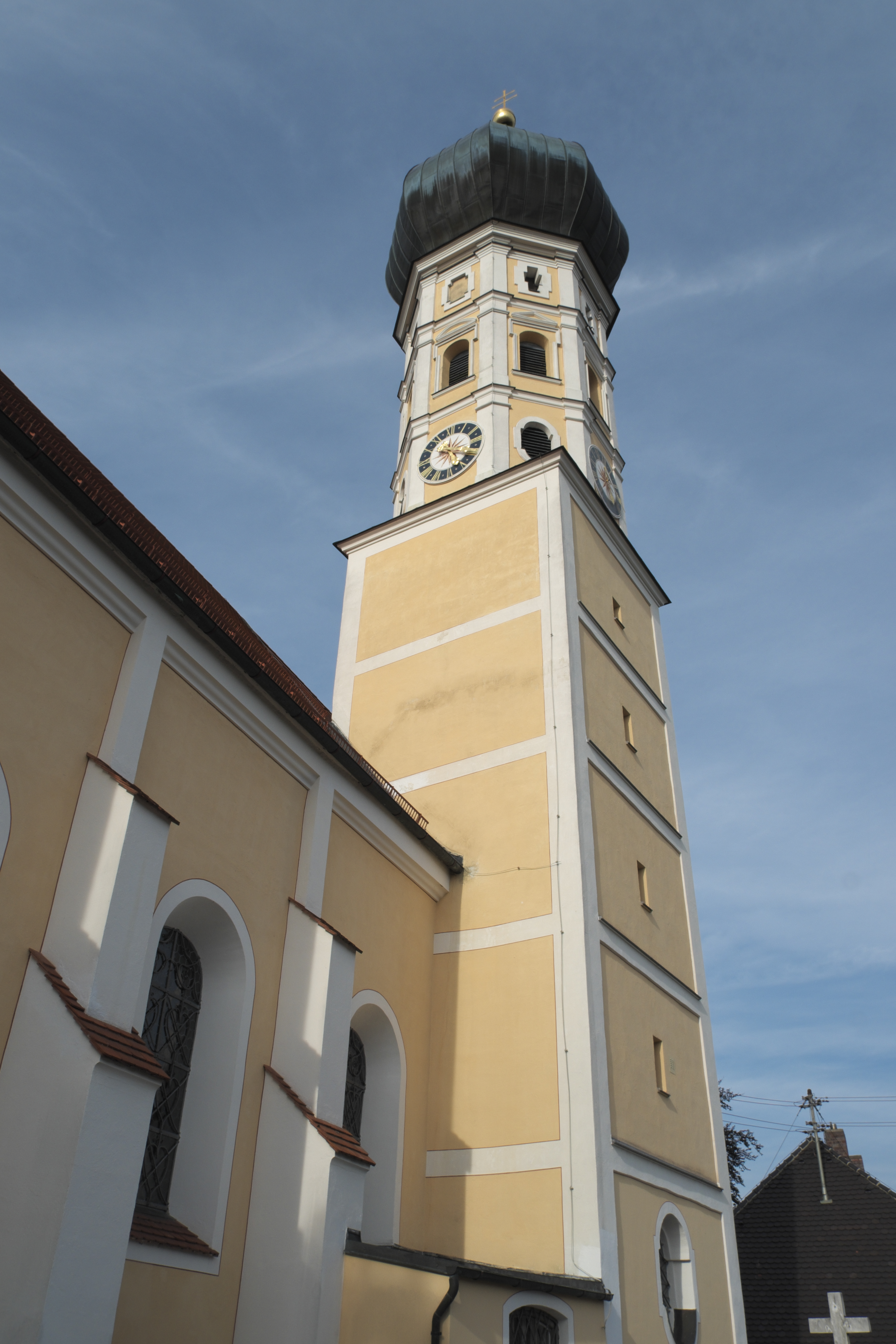
Pfarrkirche Mariä Himmelfahrt

- Katholische Pfarrkirche Mariä Himmelfahrt
- Barockes Pfarrhaus (Walleshausen)
- Lourdes-Grotte
- St. Pankratiuskapelle (Wabern)
- St. Jakobskapelle (Petzenhofen)
- St. Petruskapelle (Unfriedshausen)
- Bockberg
- Burgselberg (→ Purzelberg)

### Kultur
- Jugendchor
- Kirchenchor
- Dorfgemeinschaft Wabern
- Dorfgemeinschaft Petzenhofen

### Vereine
- Bergschützen Walleshausen
- Dorfgemeinschaft Walleshausen
- Freiwillige Feuerwehr Walleshausen
- Fußballverein Walleshausen / Sportverein
- Katholischer Deutscher Frauenbund (KDFB)
- Krieger- und Soldatenverein
- MGV Sängerhort
- Spiel- und Musikverein
- Freunde des Pfarrhofs Walleshausen e. V.

### Veranstaltungen
- Pfarrfest (Walleshausen)
- Magdalenenfest mit Markt (Walleshausen)
- Jakobifest (Petzenhofen)
- Dorffest (Wabern)
- Faschingsbälle der Vereine (Walleshausen)
- Maibaumaufstellung (nicht jährlich)

Bekannt ist die Region auch durch das Kaltenberger Ritterturnier, welches an drei Wochenenden im Sommer im Nachbarort Kaltenberg stattfindet.

### Museen
- Heimatmuseum Walleshausen (Private Sammlung / Herr Welz)
- Prähistorische Siedlung Pestenacker (bei Pestenacker)

## Bodendenkmäler
Siehe: Liste der Bodendenkmäler in Geltendorf

## Wirtschaft und Infrastruktur

### Verkehr

#### Straßenverkehr
Walleshausen ist etwa 11 Kilometer von der Bundesautobahn 96 München–Lindau und etwa 34 Kilometer von der Bundesautobahn 8 München–Stuttgart entfernt. Die Bundesstraße 17 ist etwa 11,5 Kilometer, die Bundesstraße 2 etwa 12,5 Kilometer und die Bundesstraße 471 etwa 18 Kilometer entfernt. Die Entfernung zu der Staatsstraße 2054 beträgt etwa 3,5 Kilometer.

#### Schienenverkehr

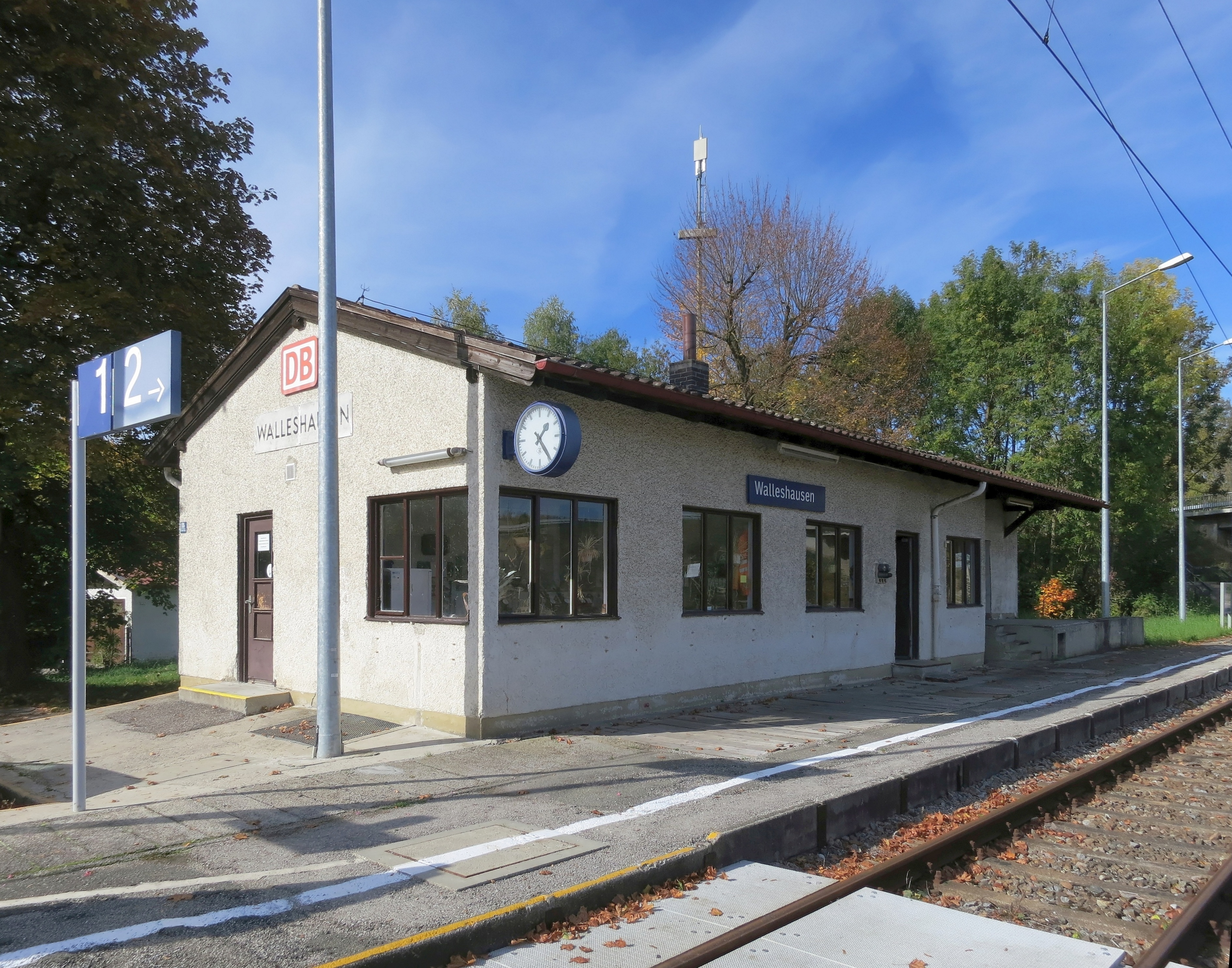
Empfangsgebäude des Bahnhofs Walleshausen 2013

Durch Walleshausen verläuft die eingleisige Ammerseebahn von Mering über Geltendorf und Dießen nach Weilheim. Sie wird von der Deutschen Bahn als Kursbuchstrecke 985 geführt. An der Ammerseebahn befindet sich im Osten der Ortsmitte der Bahnhof Walleshausen. Er ist heute neben dem Nachbarbahnhof Egling der einzige Bahnhof im Nordabschnitt der Strecke, an dem noch Zugkreuzungen möglich sind. Der Bahnhof hat heute zwei Bahnsteiggleise. Das durchgehende Hauptgleis befindet sich an einem Zwischenbahnsteig, das Überholgleis am Hausbahnsteig. Gegenüber dem Empfangsgebäude befindet sich ein Ladegleis zur Verladung landwirtschaftlicher Güter, das 1994 durch Entfernung der Weiche stillgelegt wurde. Das Überholgleis ist lang genug, um auch umgeleitete ICE-Züge aufnehmen zu können.

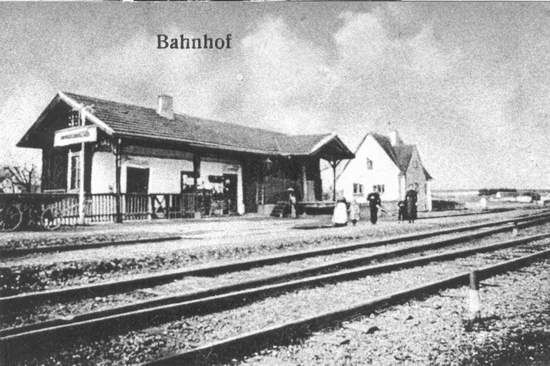
Bahnhof Walleshausen 1910

Die Ammerseebahn wurde am 30. Juni 1898 durch die Königlich Bayerischen Staatseisenbahnen eröffnet. An ihr entstand der Zugkreuzungsbahnhof Walleshausen. Das eingeschossige Empfangsgebäude wurde im Lokalbahnstil als gemauertes Gebäude mit Holzverkleidung errichtet. 1938 wurde das Gebäude grundlegend umgebaut, wobei es mit einem Satteldach versehen und die Holzverkleidung entfernt wurde. Seitdem ist es im Heimatstil gehalten. In ihm befinden sich Diensträume sowie eine heute nicht mehr genutzte Ladehalle. 1959 wurde der Bahnhof mit zweiflügeligen ungekoppelten Formsignalen ausgestattet, die noch heute vorhanden sind. Bis zum 7. September 1970 wurde die Ammerseebahn zwischen Mering und Geltendorf elektrifiziert. Nachdem seit Anfang der 1980er Jahre eine Straßenbrücke das Bahnhofsareal überspannt, konnte der in der Bahnhofsmitte gelegene Bahnübergang entfallen. Das Stationsgebäude befindet sich seit Dezember 2012 in Privatbesitz, ein Teil davon ist allerdings weiterhin an die Deutsche Bahn vermietet.
Der Bahnhof wird seit 2008 im Stundentakt durch die Züge der Bayerischen Regiobahn (BRB) von Augsburg-Oberhausen nach Schongau bedient. In der Hauptverkehrszeit fahren einzelne Verstärkerzüge zwischen Augsburg und Geltendorf. Alle Züge, die auf der Strecke fahren, bedienen den Bahnhof. Am Bahnhof Geltendorf besteht
Umsteigemöglichkeit zur Linie S4 der S-Bahn München.

#### Busverkehr
Walleshausen ist in den Münchner Verkehrs- und Tarifverbund (MVV) integriert und täglich mit der Buslinie 816 auf dem Linienweg Landsberg am Lech – Penzing – Egling – Walleshausen – Geltendorf angebunden.

### Bildung
- Katholischer Kindergarten St. Maria Magdalena

### Finanzwesen
- Raiffeisenbank Lechrain e. G.

## Persönlichkeiten
- Walter Brandmüller war 26 Jahre lang Pfarrer der Pfarrei Mariä Himmelfahrt.[9]